# سرزمین‌های مرزی: قبل از عاقبت!
«سرزمین‌های مرزی: قبل از عاقبت!» (انگلیسی: Borderlands: The Pre-Sequel!) یک بازی ویدئویی در سبک تیراندازی اول شخص است که توسط ۲کا گیمز و در سال ۲۰۱۴ منتشر شد. «سرزمین‌های مرزی: قبل از عاقبت!» در پلت‌فرم مایکروسافت ویندوز منتشر شده‌است.